# Catalogue of Life
Catalogue of Life (CoL) – projekt (program) naukowy związany z gromadzeniem informacji na temat wszystkich znanych gatunków organizmów żyjących na Ziemi. Został uruchomiony w czerwcu 2001, jego katalogi wchodzą w skład Integrated Taxonomic Information System (ITIS) oraz Species 2000. Pierwotnie zakładano zakończenie programu w 2011, ale jest on stale uzupełniany. Najnowsza edycja opublikowana została 21 kwietnia 2019 i obejmuje 1 837 565 gatunków ujętych w 172 taksonomicznych bazach danych prowadzonych przez wyspecjalizowane instytucje działające na całym świecie. Zawiera możliwość dynamicznej edycji, która jest na bieżąco aktualizowana. Publikowana jest coroczna katalog kontrolny pozwalający na datowanie weryfikacji dotyczących nazw i powiązania danych zawartych w poszczególnych bazach. Serwis był notowany w rankingu Alexa na miejscu 194 845.

## Budowa
Budowa katalogu jest zwięzła, obejmuje szczegółowo pełną nazwę naukową gatunku, rok i nazwisko odkrywcy, obszar występowania, synonimy w języku łacińskim i angielskim oraz nazwę bazy danych, w których został on szerzej przedstawiony.

## Liczba gatunków
| Rok  | żyjących  | wymarłych |
| ---- | --------- | --------- |
| 2000 | 220 000   |           |
| 2002 | 260 000   |           |
| 2003 | 304 000   |           |
| 2004 | 323 000   |           |
| 2005 | 527 000   |           |
| 2006 | 884 552   |           |
| 2007 | 1 008 965 |           |
| 2008 | 1 105 589 |           |
| 2009 | 1 160 711 |           |
| 2010 | 1 257 735 |           |
| 2011 | 1 347 224 |           |
| 2012 | 1 404 038 |           |
| 2013 | 1 352 112 |           |
| 2014 | 1 578 063 |           |
| 2015 | 1 606 554 |           |
| 2016 | 1 635 250 | 5 719     |
| 2017 | 1 664 506 | 49 346    |
| 2018 | 1 744 204 | 59 284    |
| 2019 | 1 837 565 | 63 418    |

## Królestwa,typyigromady[16]
W nawiasach liczba opisanych żyjących gatunków w danej gromadzie

### Archeony
- Crenarchaeota
  - Thermoprotei (58)
- Euryarchaeota
  - Archaeoglobi (8)
  - Halobakterie (138)
  - Methanobacteria (44)
  - Methanococci (14)
  - Methanomicrobia (72)
  - Methanopyri (1)
  - Thermococci (34)
  - Thermoplasmata (8)

### Zwierzęta
- Brzuchorzęski
  - 852 nieprzyporządkowanych gatunków
- Drobnoszczękie
  - 1 nieprzyporządkowany gatunek
- Gąbki
  - Gąbki wapienne (775)
  - Gąbki pospolite (7,532)
  - Gąbki szklane (664)
  - Homoscleromorpha (120)
  - 1 nieprzyporządkowany gatunek
- Kielichowate
  - 171 nieprzyporządkowanych gatunków
- Kolcogłowy
  - Archiacanthocephala (187)
  - Eoacanthocephala (255)
  - Palaeacanthocephala (884)
  - Polyacanthocephala (4)
- Kryzelnice
  - 19 nieprzyporządkowanych gatunków
- Lejkogębce
  - Eucycliophora (2)
- Mięczaki
  - Bruzdobrzuchy (284)
  - Chitony (1,027)
  - Głowonogi (808)
  - Jednotarczowce (30)
  - Łódkonogi (576)
  - Małże (9,115)
  - Ślimaki (53,461)
  - Tarczonogie (141)
- Mszywioły
  - Krążelnice (4,845)
  - Podkówczaki (69)
  - Szczupnice (520)
- Myksosporidiowce
  - Myxosporea (245)
- Nicienie
  - Adenophorea (2,704)
  - Secernentea (751)
- Niesporczaki
  - Eutardigrada (628)
  - Heterotardigrada (389)
  - Mesotardigrada (1)
- Nitnikowce
  - Gordioida (356)
  - Nectonematoida (5)
- Parzydełkowce
  - Koralowce (7,128)
  - Kostkowce (47)
  - Krążkopławy (196)
  - Słupomeduzy (50)
  - Stułbiopławy (3,730)
- Pazurnice
  - 167 nieprzyporządkowanych gatunków
- Pierścienice
  - Siodełkowce (2,635)
  - Wieloszczety (11,764)
- Płaskowce
  - 2 nieprzyporządkowane gatunki
- Płazińce
  - Przywry (5,975)
  - Przywry monogeniczne (4,995)
  - Tasiemce (1,940)
  - 5,706 nieprzyporządkowanych gatunków
- Półstrunowce
  - Jelitodyszne (113)
  - Pióroskrzelne (26)
- Prostopływce
  - 25 nieprzyporządkowanych gatunków
- Ramienionogi
  - Craniata (16)
  - Lingulata (25)
  - Rhynchonellata (355)
- Rombowce
  - Rhombozoa (122)
- Scalidophora
  - Kolczugowce (27)
  - Niezmogowce (22)
  - Ryjkogłowy (188)
- Sikwiaki
  - Phascolosomatidea (69)
  - Sipunculidea (136)
- Stawonogi
  - Drobnonogi (100)
  - Dwuparce (15,234)
  - Hexanauplia (14,776)
  - Kikutnice (1,344)
  - Łopatonogi (29)
  - Małżoraczki (6,308)
  - Maxillopoda (510)
  - Owady (927,346)
  - Pajęczaki (72,925)
  - Pancerzowce (35,856)
  - Pareczniki (3,145)
  - Podkowiastogłowe (12)
  - Skąponogi (491)
  - Skrytoszczękie (2,841)
  - Skrzelonogi (1,363)
  - Staroraki (4)
  - 13 nieprzyporządkowanych gatunków Wąsoraczków
- Strunowce
  - Bezczaszkowce (30)
  - Cefalaspidokształtne (47)
  - Gady (10,233)
  - Mięśniopłetwe (8)
  - Ogonice (68)
  - Płazy (6,439)
  - Promieniopłetwe (32,513)
  - Ptaki (10,356)
  - Spodouste (1,226)
  - Sprzągle (78)
  - Ssaki (5,852)
  - Śluzice (82)
  - Zrosłogłowe (56)
  - Żachwy (2,925)
- Szczecioszczękie
  - Sagittoidea (132)
- Szczękogębe
  - 100 nieprzyporządkowanych gatunków
- Szkarłupnie
  - Jeżowce (996)
  - Liliowce (105)
  - Rozgwiazdy (1,895)
  - Strzykwy (1,742)
  - Wężowidła (2,090)
- Wrotki
  - Eurotatoria (2,011)
  - Pararotatoria (3)
- Wstężnice
  - Hoplonemertea (734)
  - Palaeonemertea (120)
  - Pilidiophora (486)
  - 31 nieprzyporządkowanych gatunków
- Xenacoelomorpha
  - 456 nieprzyporządkowanych gatunków
- Żebropławy
  - Bezramieniowe (26)
  - Ramieniowe (174)

## Wydanie aktualizowane w ciągu roku
- http://www.catalogueoflife.org/col